# Museo La Torre e il Fiume
La Torre e il Fiume è un museo allestito nell'antica torre civica di Masio in provincia di Alessandria.

## Descrizione

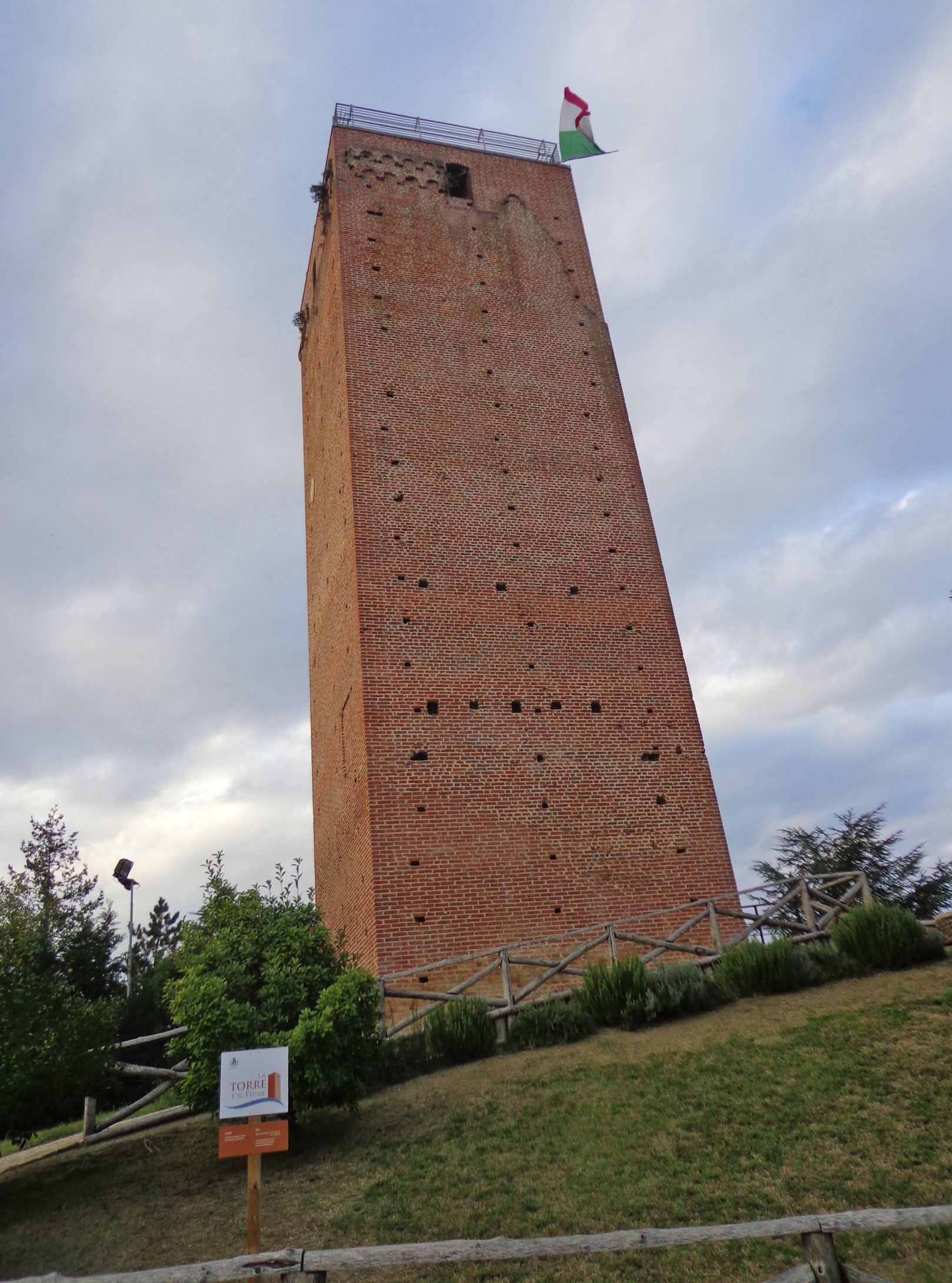
La torre medievale

Il 7 luglio 2013, al termine dei lavori allestimento realizzati con il contributo della Regione Piemonte, il comune di Masio ha aperto il museo “la Torre e il Fiume”. 
Il cuore del iniziativa è l'antica torre medievale del XIII secolo, inserita in un più vasto progetto di museo diffuso sul territorio del comune di Masio: storia, cultura, ambiente, arte e turismo lungo il Tanaro.
Il museo segue lo sviluppo della torre: sette piani che raccontano per immagini, riproduzioni di documenti antichi e modellini in scala la storia della torre di Masio e più in generale la storia delle torri del territorio (da emblema del potere dei comuni in epoca medievale ad elemento caratterizzante del paesaggio in epoca contemporanea)
Si parte dal territorio di Masio in epoca antica per proseguire, salendo, alle tecniche di costruzione, di difesa, di assedio fino ad arrivare al momento in cui la torre, persa la sua funzione strategica, diventa parte del paesaggio circostante che è dominato dalla presenza del Tanaro. Di qui il nome del museo che lega i due aspetti fondamentali del territorio.
Finiti i piani interni, si accede alla cima, dalla quale si può ammirare il panorama mozzafiato sul fiume Tanaro, la pianura e le colline del Monferrato.
Nel dettaglio i piani sono così suddivisi:
- Masio e la sua Torre nel XIII secolo
- La storia e l'evoluzione architettonica delle torri del territorio
- Come si costruisce una torre (panoramica sull'evoluzione delle tipologie architettoniche e sulle tecniche costruttive)
- Come si difende una torre (i sistemi di difesa in epoca medievale)
- Come si abbatte una torre (tecniche di assedio in epoca medievale)
- La torre e il fiume nei tempi recenti
- Il fiume e il territorio (aspetti antropologici legati alla vita sul fiume)
- Punto panoramico esterno

Curatore scientifico: Enrico Lusso - Centro Studi e Ricerche storiche sull'Architettura Militare del Piemonte (Torino)
Dalla Torre parte il sentiero naturalistico verso il Tanaro:  si costeggia il lungo fiume per poi salire sulle dolci colline dei boschi e dei vigneti.